# Гура-Вітіоарей
Гура-Вітіоарей (рум. Gura Vitioarei) — село у повіті Прахова в Румунії. Входить до складу комуни Гура-Вітіоарей.
Село розташоване на відстані 79 км на північ від Бухареста, 23 км на північ від Плоєшті, 65 км на південний схід від Брашова.

## Населення
За даними перепису населення 2002 року у селі проживали 2050 осіб.
Національний склад населення села:
| Національність | Кількість осіб | Відсоток |
| -------------- | -------------- | -------- |
| румуни         | 2013           | 98,2%    |
| цигани         | 37             | 1,8%     |

Рідною мовою назвали:
| Мова      | Кількість осіб | Відсоток |
| --------- | -------------- | -------- |
| румунська | 2013           | 98,2%    |
| циганська | 37             | 1,8%     |